# 1827 en Grèce ottomane
Chronologie de la Grèce
- 1823
- 1824
- 1825
- 1826
- 1827
- 1828
- 1829
- 1830
- 1831

Cette page concerne les évènements survenus en 1827 en Grèce ottomane  :

## Événement
- Guerre d'indépendance grecque (1821-1829).
  - août 1826-24 mai 1827 : Siège de l'Acropole (1826-1827)
  - 27 janvier : Bataille de Kamateró (en)
  - 6 mai : Bataille de Phalère ou Bataille d'Analatos.
  - 30 septembre : Bataille d'Itéa (en)
  - 20 octobre : Bataille de Navarin
  - 16 novembre : Bataille de Cavo Doro (en)
  - fin 1827 : Expédition de Chios (en)
- avril 1826-avril 1827 : Troisième Assemblée nationale grecque
- juin : Constitution grecque de 1827
- 6 juillet : Signature du traité de Londres pour la pacification de la Grèce.

## Création
- Parti russe

## Naissance
- Vasílios Apostolídis (el), archéologue.
- Aléxandros Lykoúrgos (el), religieux, théologien et professeur d'université.
- Nikólaos Makrís (el), militaire et personnalité politique.
- Stávros Metaxás (el), ophtalmologue et révolutionnaire.
- Nikólaos Papamichalópoulos (el), personnalité politique.
- Dimítrios Sachínis (el), militaire  et personnalité politique.
- Andréas Valliános (el), marchand, armateur et bienfaiteur national de la Grèce.

## Décès
- Nikolís Apostólis (el), commandant des forces navales durant la guerre d'indépendance de la Grèce.
- Hippolyte Magloire Bisson, officier de marine.
- Paul Bonaparte, militaire.
- Geórgios Karaïskákis, chef militaire et héros de la guerre d'indépendance.
- Dimítris Kourmoúlis (el), combattant pour l'indépendance.